# Булгар (Чекмагушівський район)
Булга́р (рос. Булгар, башк. Болғар) — присілок у складі Чекмагушівського району Башкортостану, Росія. Входить до складу Старокалмашевської сільської ради.
Населення — 46 осіб (2010; 61 у 2002).
Національний склад:
- башкири — 72 %
- татари — 38 %